# Pamela Jelimo
Pamela Jelimo (Distrito de Nandi, Kenia, 5 de diciembre de 1989) es una atleta keniana especialista en la prueba de 800 metros que se proclamó campeona olímpica en los Juegos de Pekín 2008 con una marca de 1:54.87
Jelimo comenzó a practicar atletismo a los trece años, aunque participaba en pruebas de velocidad. En 2007 fue quinta en los 400 metros de los campeonatos de Kenia, y ese mismo año se proclamó campeona de África en categoría junior.
Hasta 2008 no había participado nunca en carreras de 800 metros. Su primera incursión en esta distancia la hizo el 19 de abril de ese año, en las pruebas de clasificación para los Campeonatos de África que tendrían lugar dos semanas más tarde en Addis Abeba.
En dichos Campeonatos, Jelimo se convirtió en una de las grandes triunfadoras, al ganar los 800 metros con un gran registro de 1:58.70 y batiendo a la gran favorita María Mutola. En ese momento llamó la atención de los promotores, y comenzó a ser invitada a las grandes reuniones atléticas europeas.
El 25 de mayo venció en la Reunión de Hengelo, estableciendo un nuevo récord mundial en categoría junior con 1:55.76. El 1 de junio consiguió una nueva victoria en la Reunión de Berlín, donde volvió a mejorar su marca haciendo 1:54.99, un nuevo récord de África. El anterior pertenecía a María Mutola desde 1994 con 1:55.19
El 18 de julio rebajó nuevamente su récord en París con 1:54.97
En los Juegos Olímpicos de Pekín 2008 partía como gran favorita al oro en los 800 metros. La final se celebró el 18 de agosto, y Jelimo dominó la carrera de principio a fin, ganando con una marca de 1:54.87, nuevo récord africano. La medalla de plata fue para la también keniana Janeth Jepkosgei (1:56.07) y la de bronce para la marroquí Hasna Benhassi (1:56.73). 
Pamela Jelino es la primera mujer keniana en ganar una medalla de oro olímpica.
El 29 de agosto de 2008 en el Mitin de Zúrich, realiza una marca de 1:54:01, lo que supone la 3ª Mejor Marca Mundial de la Historia, hasta ese momento. 